# Västerbottens norra kontrakt
för kontraktet med detta namn som upphörde cirka 1800, se Västerbottens norra kontrakt (-1800)
Västerbottens norra kontrakt var ett kontrakt inom Svenska kyrkan i Luleå stift. Det upphörde 31 december 1961.

## Administrativ historik
Kontraktet bildades 1906 
från Västerbottens andra kontrakt
- Skellefteå landsförsamling, benämnd Skellefteå församling före 1913
- Norsjö församling
- Jörns församling
- Burträsks församling
- Byske församling

från Västerbottens första kontrakt
- Nysätra församling
- Lövångers församling

År 1913 bildades
- Skellefteå stadsförsamling, som 1961 namnändrades till Skellefteå Sankt Olovs församling
- Fällfors församling

År 1919 bildades
- Kalvträsks församling

År 1922 bildades 
- Bureå församling

1933 bildades 
- Kågedalens församling

År 1961 bildades 
- Skellefteå Sankt Örjans församling

Den 31 december 1961 upphörde detta kontrakt och huvuddelen av församlingarna övergick till Skellefte kontrakt nedan Nysätra församling övergick till Ume kontrakt.

## Kontraktsprostar
| Ämbetstid | Namn                          | Levnadstid | Övrigt                                   |
| --------- | ----------------------------- | ---------- | ---------------------------------------- |
| 1928–1950 | Kristian August Fellström     | 1878–      | Kyrkoherde i Skellefteå landsförsamling. |
| 1952–1955 | Henrik Anders Leonard Carlson | 1894–      | Kyrkoherde i Burträsks församling.       |